# Marcus Jung

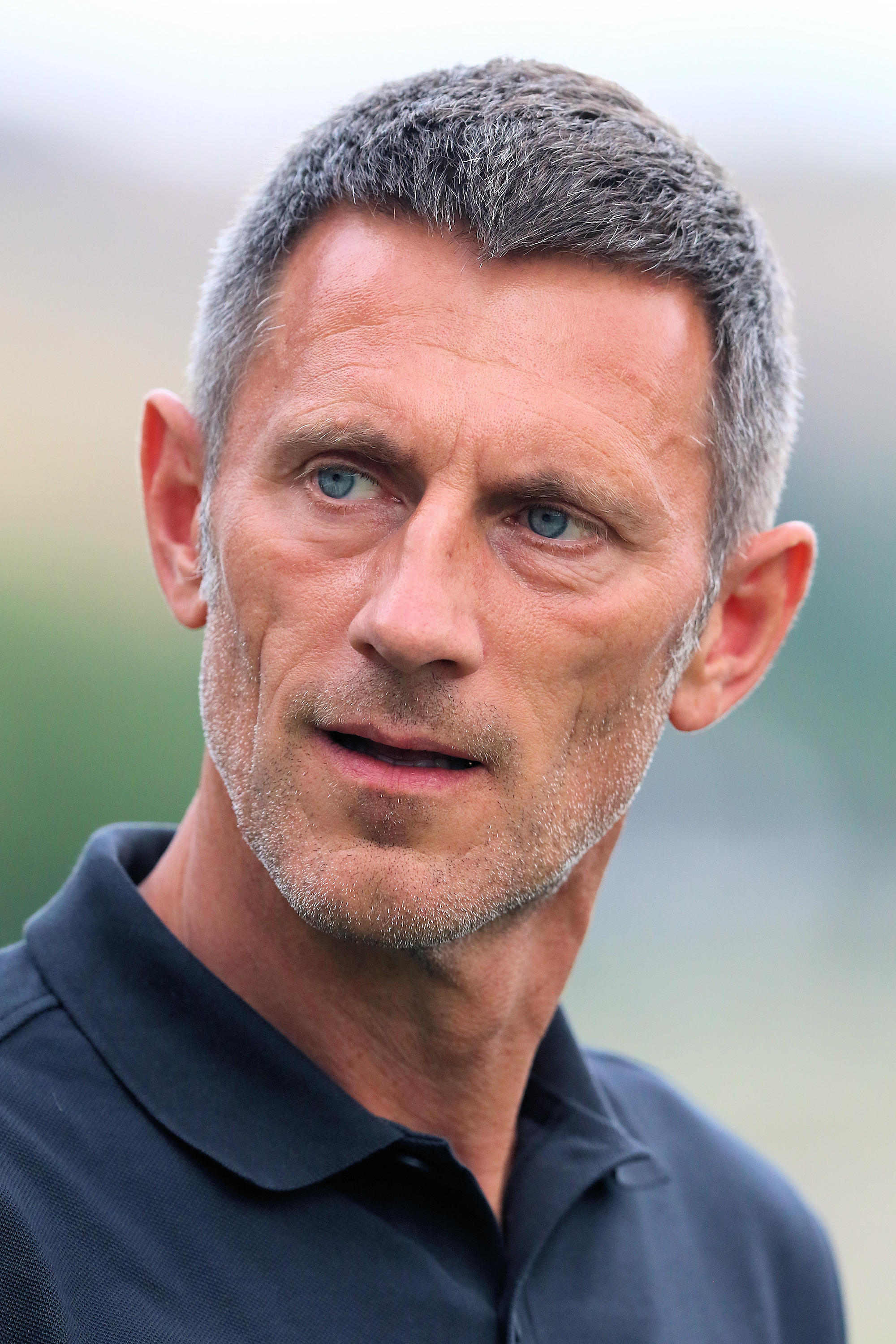
Marcus Jung (2019)

Marcus „Max“ Jung (* 4. März 1969 in Andernach) ist ein deutscher Sportjournalist und Sportmanager.

## Leben
Max Jung war als Spieler in den 1990er Jahren aktiv bei SpVgg EGC Wirges in der Oberliga Südwest, SC Brück in der Oberliga Nordrhein, bei SCB Preußen Köln in der Regionalliga West und Ende der 1990er Jahre Kapitän des TuS Mayen in der Oberliga Südwest.
Als Fußballtrainer erlangte Jung im Jahr 1995 die A-Lizenz des DFB. Er ist als Trainer der Deutschen Studentennationalmannschaft regelmäßig für den DFB unterwegs.
Sein Studium der Sportwissenschaft schloss er als Diplom-Sportlehrer erfolgreich ab. Max Jungs Karriere als Sportjournalist begann in der Redaktion der Sportschau als Freier Mitarbeiter des WDR. 1994 wechselte er zur Sportredaktion von RTL Television. Fünf Jahre später wurde Max Jung bei der Premiere AG angestellt. Beim später in Sky Deutschland umbenannten Medienkonzern wurde er Fußballredaktionsleiter. Zudem war er dort als Interviewer, Kommentator und Redakteur tätig. Bei der Fußball-Weltmeisterschaft 2002, Fußball-Weltmeisterschaft 2006 und der Fußball-Weltmeisterschaft 2010 war er jeweils der verantwortliche Redakteur rund um die deutsche Fußballnationalmannschaft. Jung gab das Amt des Fußballchefs bei Sky Deutschland im Juni 2011 ab und wurde Sendungsleiter.
Im Juli 2012 verließ er Sky und wurde Direktor für Medien und Kommunikation beim VfB Stuttgart. Zum 1. September 2014 übernahm Jung als Direktor zusammen mit Jochen Schneider den Bereich Sport. Nach seinem Ausscheiden beim VfB Stuttgart studierte er an der Universität St. Gallen erfolgreich Sportmanagement. Im Anschluss wurde er Berater für Medien- und Öffentlichkeitsarbeit. Von September 2016 bis Juni 2023 leitete er beim Fußball-Erstligisten Hertha BSC die Abteilung „Kommunikation & Medien“.
Seit Mai 2024 ist Max Jung wieder Teil der Sportredaktion von RTL Deutschland und ist dort als Chef vom Dienst im Bereich Fußball tätig.